# Haverhill (Massachusetts)
Haverhill é uma cidade localizada no condado de Essex no estado estadounidense de Massachusetts. No Censo de 2010 tinha uma população de 60.879 habitantes e uma densidade de população de 659,71 pessoas por km².

## Geografia
Haverhill encontra-se localizada nas coordenadas 42° 46′ 59″ N, 71° 05′ 15″ O. Segundo a Departamento do Censo dos Estados Unidos, Haverhill tem uma superfície total de 92.28 km², da qual 85.39 km² correspondem a terra firme e (7.47%) 6.89 km² é água.

## Demografia
Segundo o censo de 2010, tinha 60.879 pessoas residindo em Haverhill. A densidade populacional era de 659,71 hab./km². Dos 60.879 habitantes, Haverhill estava composto pelo 86.04% brancos, o 3.35% eram afroamericanos, o 0.29% eram amerindios, o 1.62% eram asiáticos, o 0.03% eram insulares do Pacífico, o 6.06% eram de outras raças e o 2.61% pertenciam a dois ou mais raças. Do total da população o 14.51% eram hispanos ou latinos de qualquer raça.

## Lugares
- Casa Dustin Garrison